# Lista siturilor arheologice din județul Argeș - C
Lista siturilor arheologice din județul Argeș - C conține toate siturile arheologice din județul Argeș înscrise în Repertoriul Arheologic Național (RAN) și aflate în localități al căror nume începe cu litera C. RAN este administrat de Ministerul Culturii și Patrimoniului Național și cuprinde date științifice, cartografice, topografice, imagini și planuri, precum și orice alte informații privitoare la zonele cu potențial arheologic, studiate sau nu, încă existente sau dispărute.
Puteți căuta un sit din localitățile care încep cu litera C folosind formularul de mai jos sau puteți naviga prin toate siturile din județ la Lista siturilor arheologice din județul Argeș.
| Cod RAN                                   | Denumire | Localitate                              | Adresă                                               | Datare                                            | Descoperit | Coordonate                                      | Imagine           | Erori            |
| ----------------------------------------- | --- | --------------------------------------- | ---------------------------------------------------- | ------------------------------------------------- | ---------- | ----------------------------------------------- | ----------------- | ---------------- |
| 18055.01.01 (Cod LMI: AG-I-s-B-13358)     | Necropola tumulară hallstattiană de la Cepari - "Toplița" / ansamblu Necropolă tumulară de incinerație (Categorie: descoperire funerară) (Tip: Necropolă tumulară)                                  | sat Cepari, comuna Poiana Lacului       | Toplița                                              | Ferigile - Bârsești                               |            |                                                 | Încărcați imagine | Raportați eroare |
| 15411.02.01 (Cod LMI: AG-I-s-B-13360)     | Cetatea hallstattiană de la Cetățeni - "Grigoroaia" / ansamblu anonim (Categorie: locuire) (Tip: Cetate de pământ)                                                                                  | sat Cetățeni, comuna Cetățeni           | Grigoroaia                                           |                                                   |            |                                                 | Încărcați imagine | Raportați eroare |
| 13506.01.01 (Cod LMI: AG-I-s-B-13356)     | Necropola din epoca bronzului de la Câmpulung - "cartier Apa Sărată" / ansamblu anonim (Categorie: descoperire funerară) (Tip: Necropolă plană birituală)                                           | municipiul Câmpulung                    |                                                      |                                                   |            |                                                 | Încărcați imagine | Raportați eroare |
| 15858.01.01 (Cod LMI: AG-I-s-A-13361)     | Așezarea medievală de la Corbșori - "Coasta Frumoasă - Cârstienești" / ansamblu anonim (Categorie: locuire civilă) (Tip: Așezare)                                                                   | sat Corbșori, comuna Corbi              | Coasta Frumoasă-Cârstienești                         | sec. XV                                           |            | 45°15′49″N 24°49′32″E / 45.26361°N 24.82556°E   | Încărcați imagine | Raportați eroare |
| 13506.02.01 (Cod LMI: AG-I-m-A-13357.01)  | Castrul roman de la Câmpulung Muscel - "Jidova" (Limes Transalutan) / ansamblu anonim (Categorie: locuire militară) (Tip: Castru de pământ)                                                         | municipiul Câmpulung                    | Jidova                                               | romană sec. II d. Chr.                            |            | 45°15′34″N 25°02′13″E / 45.25945°N 25.03695°E   | Încărcați imagine | Raportați eroare |
| 13506.02.02 (Cod LMI: AG-I-m-A-13357.02)  | Castrul roman de la Câmpulung Muscel - "Jidova" (Limes Transalutan) / ansamblu anonim (Categorie: locuire militară) (Tip: Castru de piatră)                                                         | municipiul Câmpulung                    | Jidova                                               | sec. II-III d. Chr.                               |            | 45°15′34″N 25°02′13″E / 45.25945°N 25.03695°E   | Încărcați imagine | Raportați eroare |
| 13506.02.03 (Cod LMI: AG-I-m-A-13357.03)  | Castrul roman de la Câmpulung Muscel - "Jidova" (Limes Transalutan) / ansamblu anonim (Categorie: locuire militară) (Tip: Fortificație de pământ)                                                   | municipiul Câmpulung                    | Jidova                                               | sec. III d. Chr.                                  |            | 45°15′34″N 25°02′13″E / 45.25945°N 25.03695°E   | Încărcați imagine | Raportați eroare |
| 13506.03.01 (Cod LMI: AG-II-a-A-13547)    | Situl arheologic - "orașul medieval" - mânăstirea Negru Vodă de la Câmpulung / ansamblu anonim (Categorie: locuire civilă) (Tip: Așezare urbană)                                                    | municipiul Câmpulung                    | str. Negru Vodă, nr. 64, punct Mânăstirea Negru Vodă | sec. XIV - XVII                                   | 1924       | 45°15′50″N 25°02′31″E / 45.26389°N 25.04194°E   | Încărcați imagine | Raportați eroare |
| 13506.03.02 (Cod LMI: AG-II-m-A-13547.01) | Situl arheologic - "orașul medieval" - mânăstirea Negru Vodă de la Câmpulung / ansamblu Biserica domnească "Adormirea Maicii Domnului" (Categorie: locuire civilă) (Tip: Biserică)                  | municipiul Câmpulung                    | str. Negru Vodă, nr. 64, punct Mânăstirea Negru Vodă | sec. XIV, sec. XVII                               | 1924       | 45°15′50″N 25°02′31″E / 45.26389°N 25.04194°E   | Încărcați imagine | Raportați eroare |
| 13506.03.03 (Cod LMI: AG-II-m-A-13547.02) | Situl arheologic - "orașul medieval" - mânăstirea Negru Vodă de la Câmpulung / ansamblu Biserica bolniței "Nașterea Sf. Ioan Botezătorul" (Categorie: locuire civilă) (Tip: Biserică)               | municipiul Câmpulung                    | str. Negru Vodă, nr. 64, punct Mânăstirea Negru Vodă | 1718                                              | 1924       | 45°15′50″N 25°02′31″E / 45.26389°N 25.04194°E   | Încărcați imagine | Raportați eroare |
| 13506.03.04 (Cod LMI: AG-II-m-A-13547.03) | Situl arheologic - "orașul medieval" - mânăstirea Negru Vodă de la Câmpulung / ansamblu Casa egumenească (Categorie: locuire civilă) (Tip: Casă)                                                    | municipiul Câmpulung                    | str. Negru Vodă, nr. 64, punct Mânăstirea Negru Vodă | 1635                                              | 1924       | 45°15′50″N 25°02′31″E / 45.26389°N 25.04194°E   | Încărcați imagine | Raportați eroare |
| 13506.03.05 (Cod LMI: AG-II-m-A-13547.04) | Situl arheologic - "orașul medieval" - mânăstirea Negru Vodă de la Câmpulung / ansamblu Casa domnească/arhierească (Categorie: locuire civilă) (Tip: Casă)                                          | municipiul Câmpulung                    | str. Negru Vodă, nr. 64, punct Mânăstirea Negru Vodă | 1712                                              | 1924       | 45°15′50″N 25°02′31″E / 45.26389°N 25.04194°E   | Încărcați imagine | Raportați eroare |
| 13506.03.06 (Cod LMI: AG-II-m-A-13547.05) | Situl arheologic - "orașul medieval" - mânăstirea Negru Vodă de la Câmpulung / ansamblu anonim (Categorie: locuire civilă) (Tip: Turn clopotniță)                                                   | municipiul Câmpulung                    | str. Negru Vodă, nr. 64, punct Mânăstirea Negru Vodă | 1647                                              | 1924       | 45°15′50″N 25°02′31″E / 45.26389°N 25.04194°E   | Încărcați imagine | Raportați eroare |
| 13506.03.07 (Cod LMI: AG-II-m-A-13547.06) | Situl arheologic - "orașul medieval" - mânăstirea Negru Vodă de la Câmpulung / ansamblu anonim (Categorie: locuire civilă) (Tip: Chilii)                                                            | municipiul Câmpulung                    | str. Negru Vodă, nr. 64, punct Mânăstirea Negru Vodă | sec. XIV - XIX                                    | 1924       | 45°15′50″N 25°02′31″E / 45.26389°N 25.04194°E   | Încărcați imagine | Raportați eroare |
| 13506.03.08 (Cod LMI: AG-II-m-A-13547.07) | Situl arheologic - "orașul medieval" - mânăstirea Negru Vodă de la Câmpulung / ansamblu anonim (Categorie: locuire civilă) (Tip: Fântână)                                                           | municipiul Câmpulung                    | str. Negru Vodă, nr. 64, punct Mânăstirea Negru Vodă | neprecizată                                       | 1924       | 45°15′50″N 25°02′31″E / 45.26389°N 25.04194°E   | Încărcați imagine | Raportați eroare |
| 13506.03.09 (Cod LMI: AG-II-m-A-13547.08) | Situl arheologic - "orașul medieval" - mânăstirea Negru Vodă de la Câmpulung / ansamblu Zid de incintă al bisericii (Categorie: locuire civilă) (Tip: Zid de incintă)                               | municipiul Câmpulung                    | str. Negru Vodă, nr. 64, punct Mânăstirea Negru Vodă | sec. XIV - XIX                                    | 1924       | 45°15′50″N 25°02′31″E / 45.26389°N 25.04194°E   | Încărcați imagine | Raportați eroare |
| 13506.03.10 (Cod LMI: AG-II-m-A-13547.09) | Situl arheologic - "orașul medieval" - mânăstirea Negru Vodă de la Câmpulung / ansamblu Zid de incintă al mânăstirii (Categorie: locuire civilă) (Tip: Zid de incintă)                              | municipiul Câmpulung                    | str. Negru Vodă, nr. 64, punct Mânăstirea Negru Vodă | 1712                                              | 1924       | 45°15′50″N 25°02′31″E / 45.26389°N 25.04194°E   | Încărcați imagine | Raportați eroare |
| 13631.02.01                               | Biserica și necropola medievală de la Curtea de Argeș - "Drujești" / ansamblu anonim (Categorie: structură de cult/religioasă) (Tip: Biserică)                                                      | municipiul Curtea de Argeș              | Biserica Drujești                                    | sf. sec. XVI - a 2-a jumătate a sec. al XVIII-lea |            |                                                 | Încărcați imagine | Raportați eroare |
| 13631.02.02                               | Biserica și necropola medievală de la Curtea de Argeș - "Drujești" / ansamblu anonim (Categorie: structură de cult/religioasă) (Tip: Necropolă)                                                     | municipiul Curtea de Argeș              | Biserica Drujești                                    | sec. XVI-XVII                                     |            |                                                 | Încărcați imagine | Raportați eroare |
| 15126.01.01 (Cod LMI: AG-II-m-A-13505)    | Biserica și necropola de la Călinești - "Dealul Bisericii" / ansamblu anonim (Categorie: structură de cult/religioasă) (Tip: Biserică)                                                              | sat Călinești, comuna Călinești         | Dealul Bisericii, cătun Turculești                   | sec. XVIII                                        |            |                                                 | Încărcați imagine | Raportați eroare |
| 15126.01.02 (Cod LMI: AG-II-m-A-13505)    | Biserica și necropola de la Călinești - "Dealul Bisericii" / ansamblu anonim (Categorie: structură de cult/religioasă) (Tip: Necropolă)                                                             | sat Călinești, comuna Călinești         | Dealul Bisericii, cătun Turculești                   | sec. XVIII                                        |            |                                                 | Încărcați imagine | Raportați eroare |
| 13506.04.01                               | Biserica Fundeni și necropola medievală de la Câmpulung / ansamblu Biserica Fundeni I (Categorie: structură de cult/religioasă) (Tip: Biserică)                                                     | municipiul Câmpulung                    | Str. Muzeul Fundeni 17, punct Biserica Fundeni       | al treilea sfert al sec. XV                       |            |                                                 | Încărcați imagine | Raportați eroare |
| 13506.04.02                               | Biserica Fundeni și necropola medievală de la Câmpulung / ansamblu Biserica Fundeni II (Categorie: structură de cult/religioasă) (Tip: Biserică)                                                    | municipiul Câmpulung                    | Str. Muzeul Fundeni 17, punct Biserica Fundeni       | sf. sec. al XVII-lea                              |            |                                                 | Încărcați imagine | Raportați eroare |
| 13506.04.02                               | Biserica Fundeni și necropola medievală de la Câmpulung / ansamblu Biserica Fundeni II / complex anonim (Categorie: structură de cult/religioasă) (Tip: mormânt)                                    | municipiul Câmpulung                    | Str. Muzeul Fundeni 17, punct Biserica Fundeni       | sec. XV-XVIII                                     |            |                                                 | Încărcați imagine | Raportați eroare |
| 13506.04.03                               | Biserica Fundeni și necropola medievală de la Câmpulung / ansamblu anonim (Categorie: structură de cult/religioasă) (Tip: Necropolă)                                                                | municipiul Câmpulung                    | Str. Muzeul Fundeni 17, punct Biserica Fundeni       | sec. XV - XVIII                                   |            |                                                 | Încărcați imagine | Raportați eroare |
| 14076.01.01 (Cod LMI: AG-II-m-A-13507.01) | Ruinele cetății Poenari de la Căpățânenii Ungureni / ansamblu Ruinele cetății Poenari (Categorie: locuire civilă) (Tip: Cetate)                                                                     | sat Căpățânenii Ungureni, comuna Arefu  |                                                      | sec. XIII, modificări sec. XV                     |            |                                                 | Încărcați imagine | Raportați eroare |
| 14076.01.02 (Cod LMI: AG-II-m-A-13507.02) | Ruinele cetății Poenari de la Căpățânenii Ungureni / ansamblu anonim (Categorie: locuire civilă) (Tip: Donjon)                                                                                      | sat Căpățânenii Ungureni, comuna Arefu  |                                                      | sec. XIV-XV                                       |            |                                                 | Încărcați imagine | Raportați eroare |
| 14076.01.03 (Cod LMI: AG-II-m-A-13507.03) | Ruinele cetății Poenari de la Căpățânenii Ungureni / ansamblu anonim (Categorie: locuire civilă) (Tip: Amenajări defensive pe monticol)                                                             | sat Căpățânenii Ungureni, comuna Arefu  |                                                      | sec. XIV-XV                                       |            |                                                 | Încărcați imagine | Raportați eroare |
| 14076.01.04 (Cod LMI: AG-II-m-A-13507.04) | Ruinele cetății Poenari de la Căpățânenii Ungureni / ansamblu anonim (Categorie: locuire civilă) (Tip: construcție)                                                                                 | sat Căpățânenii Ungureni, comuna Arefu  |                                                      | sec. XIV-XV                                       |            |                                                 | Încărcați imagine | Raportați eroare |
| 13506.06.01 (Cod LMI: AG-II-m-A-13585.01) | Ansamblul bisericii "Sf. Ilie" de la Câmpulung / ansamblu Biserica "Sf. Ilie" (Categorie: structură de cult/religioasă) (Tip: Biserică)                                                             | municipiul Câmpulung                    | str. Sf. Ilie 12                                     | 1626                                              |            |                                                 | Încărcați imagine | Raportați eroare |
| 13506.06.02 (Cod LMI: AG-II-m-A-13585.03) | Ansamblul bisericii "Sf. Ilie" de la Câmpulung / ansamblu Incinta fostului cimitir (Categorie: structură de cult/religioasă) (Tip: Cimitir)                                                         | municipiul Câmpulung                    | str. Sf. Ilie 12                                     | sec. XVII-XIX                                     |            |                                                 | Încărcați imagine | Raportați eroare |
| 13506.05.01 (Cod LMI: AG-II-m-B-13587.01) | Ansamblul bisericii "Intrarea în Biserică" - Scheiu de la Câmpulung / ansamblu Biserica "Intrarea în Biserică" (Categorie: structură de cult/religioasă) (Tip: Biserică)                            | municipiul Câmpulung                    | str. Stănescu Colonel 13                             | ante 1779                                         |            |                                                 | Încărcați imagine | Raportați eroare |
| 13506.05.02 (Cod LMI: AG-II-m-B-13587.02) | Ansamblul bisericii "Intrarea în Biserică" - Scheiu de la Câmpulung / ansamblu Incinta cu vechiul cimitir (Categorie: structură de cult/religioasă) (Tip: Cimitir)                                  | municipiul Câmpulung                    | str. Stănescu Colonel 13                             | sec. XVIII                                        |            |                                                 | Încărcați imagine | Raportați eroare |
| 15992.01.01 (Cod LMI: AG-II-m-A-13622.02) | Situl Bisericii "Buna Vestire" a fostei mănăstiri Cotmeana / ansamblu Stăreție (Categorie: structură de cult/religioasă) (Tip: Construcție)                                                         | sat Cotmeana, comuna Cotmeana           |                                                      | sec. XIV - XVII                                   |            |                                                 | Încărcați imagine | Raportați eroare |
| 15992.01.01 (Cod LMI: AG-II-m-A-13622.02) | Situl Bisericii "Buna Vestire" a fostei mănăstiri Cotmeana / ansamblu Stăreție / complex anonim (Categorie: structură de cult/religioasă) (Tip: turn clopotniță)                                    | sat Cotmeana, comuna Cotmeana           |                                                      | sec. IV-XVII                                      |            |                                                 | Încărcați imagine | Raportați eroare |
| 15992.01.01 (Cod LMI: AG-II-m-A-13622.02) | Situl Bisericii "Buna Vestire" a fostei mănăstiri Cotmeana / ansamblu Stăreție / complex anonim (Categorie: structură de cult/religioasă) (Tip: zid de incintă)                                     | sat Cotmeana, comuna Cotmeana           |                                                      | sec. IV-XVII                                      |            |                                                 | Încărcați imagine | Raportați eroare |
| 15992.01.01 (Cod LMI: AG-II-m-A-13622.02) | Situl Bisericii "Buna Vestire" a fostei mănăstiri Cotmeana / ansamblu Stăreție / complex Stăreția (Categorie: structură de cult/religioasă) (Tip: clădire)                                          | sat Cotmeana, comuna Cotmeana           |                                                      | sec. IV-XVII                                      |            |                                                 | Încărcați imagine | Raportați eroare |
| 15992.01.01 (Cod LMI: AG-II-m-A-13622.02) | Situl Bisericii "Buna Vestire" a fostei mănăstiri Cotmeana / ansamblu Stăreție / complex anonim (Categorie: structură de cult/religioasă) (Tip: chilie)                                             | sat Cotmeana, comuna Cotmeana           |                                                      | sec. IV-XVII                                      |            |                                                 | Încărcați imagine | Raportați eroare |
| 15992.01.01 (Cod LMI: AG-II-m-A-13622.02) | Situl Bisericii "Buna Vestire" a fostei mănăstiri Cotmeana / ansamblu Stăreție / complex anonim (Categorie: structură de cult/religioasă) (Tip: grajd)                                              | sat Cotmeana, comuna Cotmeana           |                                                      | sec. IV-XVII                                      |            |                                                 | Încărcați imagine | Raportați eroare |
| 15992.01.02 (Cod LMI: AG-II-m-A-13622.01) | Situl Bisericii "Buna Vestire" a fostei mănăstiri Cotmeana / ansamblu Biserica "Buna Vestire" (Categorie: structură de cult/religioasă) (Tip: Biserică)                                             | sat Cotmeana, comuna Cotmeana           |                                                      | sec.ante 1388; 1777                               |            |                                                 | Încărcați imagine | Raportați eroare |
| 15992.01.03 (Cod LMI: AG-II-m-A-13622.03) | Situl Bisericii "Buna Vestire" a fostei mănăstiri Cotmeana / ansamblu Ruine de chilii (Categorie: structură de cult/religioasă) (Tip: Chilii)                                                       | sat Cotmeana, comuna Cotmeana           |                                                      | sec. XIV - XVII                                   |            |                                                 | Încărcați imagine | Raportați eroare |
| 15992.01.04 (Cod LMI: AG-II-m-A-13622.04) | Situl Bisericii "Buna Vestire" a fostei mănăstiri Cotmeana / ansamblu Ruine de grajduri (Categorie: structură de cult/religioasă) (Tip: construcție)                                                | sat Cotmeana, comuna Cotmeana           |                                                      | sec. XVI                                          |            |                                                 | Încărcați imagine | Raportați eroare |
| 15992.01.05 (Cod LMI: AG-II-m-A-13622.05) | Situl Bisericii "Buna Vestire" a fostei mănăstiri Cotmeana / ansamblu anonim (Categorie: structură de cult/religioasă) (Tip: Turn clopotniță)                                                       | sat Cotmeana, comuna Cotmeana           |                                                      | sec. XIV-XVII                                     |            |                                                 | Încărcați imagine | Raportați eroare |
| 15992.01.06 (Cod LMI: AG-II-m-A-13622.06) | Situl Bisericii "Buna Vestire" a fostei mănăstiri Cotmeana / ansamblu Zid de incintă cu urmele drumului de strajă pe latura de vest (Categorie: structură de cult/religioasă) (Tip: Zid de incintă) | sat Cotmeana, comuna Cotmeana           |                                                      | sec. XIV-XVII                                     |            |                                                 | Încărcați imagine | Raportați eroare |
| 13631.07.01 (Cod LMI: AG-II-m-A-13647.02) | Ansamblul curții domnești de la Curtea de Argeș / ansamblu Ruinele caselor domnești Basarab I (Categorie: locuire civilă) (Tip: Curte domnească)                                                    | municipiul Curtea de Argeș              | str. Negru Vodă 2                                    | cca. 1345                                         |            |                                                 | Încărcați imagine | Raportați eroare |
| 13631.07.02 (Cod LMI: AG-II-m-A-13647.01) | Ansamblul curții domnești de la Curtea de Argeș / ansamblu Biserica Domnească "Sf. Nicolae" (Categorie: locuire civilă) (Tip: Biserică)                                                             | municipiul Curtea de Argeș              | str. Negru Vodă 2                                    | 1351-1370                                         |            | 45°08′04″N 24°40′30″E / 45.134556°N 24.674863°E | Încărcați imagine | Raportați eroare |
| 13631.07.03 (Cod LMI: AG-II-m-A-13647.03) | Ansamblul curții domnești de la Curtea de Argeș / ansamblu Ruinele caselor domnești Neagoe Basarab (Categorie: locuire civilă) (Tip: Parc)                                                          | municipiul Curtea de Argeș              | str. Negru Vodă 2                                    | sec. XVI                                          |            |                                                 | Încărcați imagine | Raportați eroare |
| 13631.07.04 (Cod LMI: AG-II-m-A-13647.04) | Ansamblul curții domnești de la Curtea de Argeș / ansamblu Turnul de poartă al incintei bisericii (fostă clopotniță) (Categorie: locuire civilă) (Tip: Turn clopotniță)                             | municipiul Curtea de Argeș              | str. Negru Vodă 2                                    | 1837                                              |            |                                                 | Încărcați imagine | Raportați eroare |
| 13631.07.05 (Cod LMI: AG-II-m-A-13647.05) | Ansamblul curții domnești de la Curtea de Argeș / ansamblu Turnul de poartă al al curții domnești (Categorie: locuire civilă) (Tip: Turn)                                                           | municipiul Curtea de Argeș              | str. Negru Vodă 2                                    | sec. XIV-XVII                                     |            |                                                 | Încărcați imagine | Raportați eroare |
| 13631.07.06 (Cod LMI: AG-II-m-A-13647.06) | Ansamblul curții domnești de la Curtea de Argeș / ansamblu Ruine zid de incintă al primei biserici (Categorie: locuire civilă) (Tip: Zid de incintă)                                                | municipiul Curtea de Argeș              | str. Negru Vodă 2                                    | sec. XIII                                         |            |                                                 | Încărcați imagine | Raportați eroare |
| 13631.07.07 (Cod LMI: AG-II-m-A-13647.07) | Ansamblul curții domnești de la Curtea de Argeș / ansamblu Zid de incintă al bisericii (Categorie: locuire civilă) (Tip: Zid de incintă)                                                            | municipiul Curtea de Argeș              | str. Negru Vodă 2                                    | sec. XVIII-XIX                                    |            |                                                 | Încărcați imagine | Raportați eroare |
| 13631.07.08 (Cod LMI: AG-II-m-A-13647.08) | Ansamblul curții domnești de la Curtea de Argeș / ansamblu Zid de incintă al Curții Domnești (Categorie: locuire civilă) (Tip: Zid de incintă)                                                      | municipiul Curtea de Argeș              | str. Negru Vodă 2                                    | sec. XIV-XVII                                     |            |                                                 | Încărcați imagine | Raportați eroare |
| 13631.07.09 (Cod LMI: AG-II-m-A-13647.09) | Ansamblul curții domnești de la Curtea de Argeș / ansamblu casă tradițională (Categorie: locuire civilă) (Tip: Casă)                                                                                | municipiul Curtea de Argeș              | str. Negru Vodă 2                                    | 1867                                              |            |                                                 | Încărcați imagine | Raportați eroare |
| 13631.05.01 (Cod LMI: AG-II-m-A-13655.01) | Ruinele Bisericii "Sân Nicoară" de la Curtea de Argeș / ansamblu Ruinele Bisericii "Sân Nicoară" (Categorie: structură de cult/religioasă) (Tip: Biserică)                                          | municipiul Curtea de Argeș              | str. Sân Nicoară 1                                   | sec. XIV                                          |            |                                                 | Încărcați imagine | Raportați eroare |
| 13631.11.01 (Cod LMI: AG-II-s-A-13645)    | Situl urban "Orașul istoric Curtea de Argeș" de la Curtea de Argeș / ansamblu Situl urban Curtea de Argeș (Categorie: locuire civilă) (Tip: Așezare urbană)                                         | municipiul Curtea de Argeș              |                                                      | sec. XIII - sec. XIX                              |            |                                                 | Încărcați imagine | Raportați eroare |
| 14076.02 (Cod LMI: AG-IV-m-A-13896)       | Cruce de piatră la Căpățânenii Ungureni (Categorie: structură de cult/religioasă) (Tip: cruce) | sat Căpățânenii Ungureni, comuna Arefu  |                                                      | sec. XVII                                         |            |                                                 | Încărcați imagine | Raportați eroare |
| 13506.15 (Cod LMI: AG-IV-m-A-13897)       | Cruce de piatră la Câmpulung (Categorie: structură de cult/religioasă) (Tip: cruce) | municipiul Câmpulung                    |                                                      | 1684                                              |            |                                                 | Încărcați imagine | Raportați eroare |
| 13506.16                                  | Cruce de piatră la Câmpulung (Categorie: structură de cult/religioasă) (Tip: cruce) | municipiul Câmpulung                    | La Grădiștea                                         | 1660                                              |            |                                                 | Încărcați imagine | Raportați eroare |
| 13506.17 (Cod LMI: AG-IV-m-A-13899)       | Cruce de piatră la Câmpulung (Categorie: structură de cult/religioasă) (Tip: cruce) | municipiul Câmpulung                    |                                                      | 1661                                              |            |                                                 | Încărcați imagine | Raportați eroare |
| 13506.18 (Cod LMI: AG-IV-m-A-13900)       | Cruce de piatră la Câmpulung (Categorie: structură de cult/religioasă) (Tip: cruce) | municipiul Câmpulung                    |                                                      | 1660-1673                                         |            |                                                 | Încărcați imagine | Raportați eroare |
| 13506.19 (Cod LMI: AG-IV-m-A-13901)       | Cruce de piatră la Câmpulung (Categorie: structură de cult/religioasă) (Tip: cruce) | municipiul Câmpulung                    |                                                      | 1660-1673                                         |            |                                                 | Încărcați imagine | Raportați eroare |
| 13506.20 (Cod LMI: AG-IV-m-A-13906)       | Cruce de piatră la Câmpulung (Categorie: structură de cult/religioasă) (Tip: cruce) | municipiul Câmpulung                    |                                                      | 1593-1601                                         |            |                                                 | Încărcați imagine | Raportați eroare |
| 13506.21 (Cod LMI: AG-IV-m-A-13907)       | Cruce de piatră la Câmpulung (Categorie: structură de cult/religioasă) (Tip: cruce) | municipiul Câmpulung                    |                                                      | 1597                                              |            |                                                 | Încărcați imagine | Raportați eroare |
| 13506.22 (Cod LMI: AG-IV-m-A-13909)       | Cruce de piatră la Câmpulung (Categorie: structură de cult/religioasă) (Tip: cruce) | municipiul Câmpulung                    |                                                      | 1667                                              |            |                                                 | Încărcați imagine | Raportați eroare |
| 13506.23 (Cod LMI: AG-IV-m-A-13912)       | Cruce de piatră la Câmpulung (Categorie: structură de cult/religioasă) (Tip: cruce) | municipiul Câmpulung                    |                                                      | 1688-1714                                         |            |                                                 | Încărcați imagine | Raportați eroare |
| 13506.24 (Cod LMI: AG-IV-m-A-13913)       | Cruce de piatră la Câmpulung (Categorie: structură de cult/religioasă) (Tip: cruce) | municipiul Câmpulung                    |                                                      | 1724                                              |            |                                                 | Încărcați imagine | Raportați eroare |
| 13506.26 (Cod LMI: AG-IV-m-A-13916)       | Cruce de piatră la Câmpulung (Categorie: structură de cult/religioasă) (Tip: cruce) | municipiul Câmpulung                    | Str. Mărășești 15                                    | 1662                                              |            |                                                 | Încărcați imagine | Raportați eroare |
| 13506.27 (Cod LMI: AG-IV-m-A-13917)       | Cruce de piatră la Câmpulung (Categorie: structură de cult/religioasă) (Tip: cruce) | municipiul Câmpulung                    | Str. Mihalache Ion 76, peste Podul Băilor            | 1757                                              |            |                                                 | Încărcați imagine | Raportați eroare |
| 13506.28 (Cod LMI: AG-IV-m-A-13918)       | Cruce de piatră la Câmpulung (Categorie: structură de cult/religioasă) (Tip: cruce) | municipiul Câmpulung                    | Str. Negru Vodă colț cu Str. 30 Decembrie            | 1697                                              |            |                                                 | Încărcați imagine | Raportați eroare |
| 13506.29 (Cod LMI: AG-IV-m-A-13919)       | Cruce de piatră la Câmpulung (Categorie: structură de cult/religioasă) (Tip: cruce) | municipiul Câmpulung                    |                                                      | 1632-1654                                         |            |                                                 | Încărcați imagine | Raportați eroare |
| 13506.30 (Cod LMI: AG-IV-m-A-13920)       | Cruce de piatră "a Jurământului" la Câmpulung (Categorie: structură de cult/religioasă) (Tip: cruce)                                                                                                | municipiul Câmpulung                    |                                                      | 1673                                              |            |                                                 | Încărcați imagine | Raportați eroare |
| 13506.32 (Cod LMI: AG-IV-m-A-13922)       | Cruce de piatră la Câmpulung (Categorie: structură de cult/religioasă) (Tip: cruce) | municipiul Câmpulung                    |                                                      | 1593-1601                                         |            |                                                 | Încărcați imagine | Raportați eroare |
| 13506.33 (Cod LMI: AG-IV-m-A-13924)       | Cruce de piatră la Câmpulung (Categorie: structură de cult/religioasă) (Tip: cruce) | municipiul Câmpulung                    | Piața Republicii                                     | 1790                                              |            |                                                 | Încărcați imagine | Raportați eroare |
| 13506.31 (Cod LMI: AG-IV-m-A-13926)       | Cruce de piatră la Câmpulung (Categorie: structură de cult/religioasă) (Tip: cruce) | municipiul Câmpulung                    |                                                      | 1665                                              |            |                                                 | Încărcați imagine | Raportați eroare |
| 13506.36 (Cod LMI: AG-IV-m-A-13927)       | Cruce de piatră la Câmpulung (Categorie: structură de cult/religioasă) (Tip: cruce) | municipiul Câmpulung                    |                                                      | 1576                                              |            |                                                 | Încărcați imagine | Raportați eroare |
| 13926.01 (Cod LMI: AG-IV-m-A-13928)       | Cruce de piatră la Cândești (Categorie: structură de cult/religioasă) (Tip: cruce) | sat Cândești, comuna Albeștii de Muscel |                                                      | 1724                                              |            |                                                 | Încărcați imagine | Raportați eroare |
| 15144.02 (Cod LMI: AG-IV-m-A-13929)       | Cruce de piatră la Cârstieni (Categorie: structură de cult/religioasă) (Tip: cruce) | sat Cârstieni, comuna Călinești         |                                                      | 1660                                              |            |                                                 | Încărcați imagine | Raportați eroare |
| 15411.03 (Cod LMI: AG-IV-m-A-13930)       | Cruce de piatră la Cetățeni (Categorie: structură de cult/religioasă) (Tip: cruce) | sat Cetățeni, comuna Cetățeni           |                                                      | 1657                                              |            |                                                 | Încărcați imagine | Raportați eroare |
| 15411.04 (Cod LMI: AG-IV-m-A-13931)       | Cruce de piatră la Cetățeni (Categorie: structură de cult/religioasă) (Tip: cruce) | sat Cetățeni, comuna Cetățeni           |                                                      | sec. XVIII                                        |            |                                                 | Încărcați imagine | Raportați eroare |
| 16347.01 (Cod LMI: AG-IV-m-A-13934)       | Cruce de piatră la Ciocanu (Categorie: structură de cult/religioasă) (Tip: cruce) | sat Ciocanu, comuna Dâmbovicioara       |                                                      | sec. XVIII                                        |            |                                                 | Încărcați imagine | Raportați eroare |
| 16347.02                                  | Cruce de piatră la Ciocanu (Categorie: structură de cult/religioasă) (Tip: cruce) | sat Ciocanu, comuna Dâmbovicioara       |                                                      | 1815                                              |            |                                                 | Încărcați imagine | Raportați eroare |
| 15135.02 (Cod LMI: AG-IV-m-A-13932)       | Cruce de piatră la Ciocănești - Fântâna veche (Categorie: structură de cult/religioasă) (Tip: cruce)                                                                                                | sat Ciocănești, comuna Călinești        | Fântâna veche                                        | 1724                                              |            |                                                 | Încărcați imagine | Raportați eroare |
| 15135.01 (Cod LMI: AG-IV-m-A-13933)       | Cruce de piatră la Ciocănești - șoseaua București-Pitești (Categorie: structură de cult/religioasă) (Tip: cruce)                                                                                    | sat Ciocănești, comuna Călinești        |                                                      | 1713                                              |            |                                                 | Încărcați imagine | Raportați eroare |
| 13338.01 (Cod LMI: AG-IV-m-A-13937)       | Cruce de piatră la Colibași (Categorie: structură de cult/religioasă) (Tip: cruce) | sat Colibași, oraș Mioveni              |                                                      | 1676                                              |            |                                                 | Încărcați imagine | Raportați eroare |
| 13338.01.01 (Cod LMI: AG-IV-m-A-13937)    | Cruce de piatră la Colibași / ansamblu anonim (Categorie: structură de cult/religioasă) (Tip: cruce)                                                                                                | sat Colibași, oraș Mioveni              |                                                      |                                                   |            |                                                 | Încărcați imagine | Raportați eroare |
| 13338.02 (Cod LMI: AG-IV-m-A-13938)       | Cruce de piatră la Colibași (Categorie: structură de cult/religioasă) (Tip: cruce) | sat Colibași, oraș Mioveni              |                                                      | 1647                                              |            |                                                 | Încărcați imagine | Raportați eroare |
| 15750.03 (Cod LMI: AG-IV-m-A-13939)       | Cruce de piatră la Corbeni (Categorie: structură de cult/religioasă) (Tip: cruce) | sat Corbeni, comuna Corbeni             |                                                      | 1766                                              |            |                                                 | Încărcați imagine | Raportați eroare |
| 14986.01 (Cod LMI: AG-IV-m-A-13940)       | Cruce de piatră la Cornățel (Categorie: structură de cult/religioasă) (Tip: cruce) | sat Cornățel, comuna Buzoești           |                                                      | 1733                                              |            |                                                 | Încărcați imagine | Raportați eroare |
| 13506.35 (Cod LMI: AG-IV-m-A-13925)       | Cruce de piatră la Câmpulung (Categorie: structură de cult/religioasă) (Tip: cruce) | municipiul Câmpulung                    | Str. Stănescu Colonel                                | 1665                                              |            |                                                 | Încărcați imagine | Raportați eroare |
| 15992.02.02                               | Așezarea Gumelnița de la Cotmeana-Dulercea / ansamblu anonim (Categorie: locuire) (Tip: așezare) | sat Cotmeana, comuna Cotmeana           | Dulercea                                             | Gumelnița                                         |            |                                                 | Încărcați imagine | Raportați eroare |
| 15457.01.01                               | Situl arheologic medieval de la Cicănești-Săliște / ansamblu anonim (Categorie: locuire civilă) (Tip: Biserică)                                                                                     | sat Cicănești, comuna Cicănești         | Săliște                                              | sec. XV-XVI                                       |            |                                                 | Încărcați imagine | Raportați eroare |
| 15457.01.02                               | Situl arheologic medieval de la Cicănești-Săliște / ansamblu anonim (Categorie: locuire civilă) (Tip: Cimitir)                                                                                      | sat Cicănești, comuna Cicănești         | Săliște                                              | sec. XV-XVI                                       |            |                                                 | Încărcați imagine | Raportați eroare |